# Kunta Kinteh Island
Kunta Kinteh Island (bis 2011 James Island) ist eine kleine Binneninsel im Fluss (und Land) Gambia mit historischer Bedeutung. Sie wurde in die Liste UNESCO-Weltkulturerbe aufgenommen. Mehr als 15.000 Touristen pro Jahr besuchen diese Insel in der Republik Gambia.

## Geographie
Kunta Kinteh Island mit einer Fläche von etwa 0,35 Hektar liegt in der North Bank Region vor dem Distrikt Upper Nuimi. Die Insel ist ca. 30 Kilometer von der Flussmündung in den Atlantischen Ozean und ca. fünf Kilometer von dem Dorf Juffure entfernt.

## Geschichte

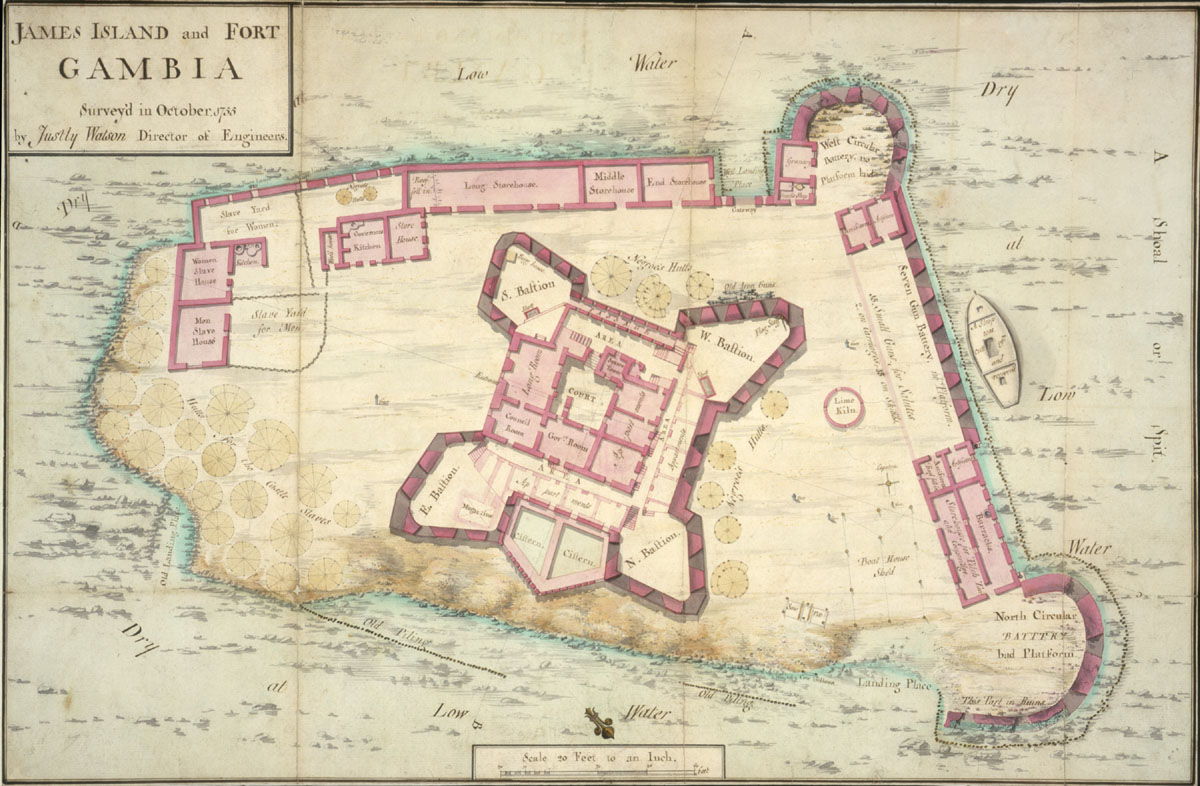
Fort James auf James Island (1755)

Die ersten Europäer, die den Gambia-Fluss im 16. Jahrhundert befuhren, waren die Portugiesen; sie nannten die kleine Insel Isla de Andrea (englisch St. Andrew's Island) nach einem Seemann, den sie dort beerdigten.
Herzog Jakob Kettler aus Kurland wollte im 17. Jahrhundert Kolonien am Gambia-Fluss sowie in der südlichen Karibik auf Tobago aufbauen, um Kurland wirtschaftlich zu stärken. Dazu ließ er auf der Insel, die an strategisch günstiger Position im Fluss liegt und nun Jakobsinsel genannt wurde, eine Niederlassung errichten. Vom Jahr 1651 an benutzten die Kurländer die Insel als Handelsstation, bis der Herzog 1658 während des Zweiten Nordischen Krieges in schwedische Gefangenschaft geriet und damit die kurze Zeit des kurländischen Kolonialismus zu Ende war.
Die Insel wurde im Jahr 1661 von England übernommen. Die Briten gaben der Insel zu Ehren ihres Königs James II. den Namen James Island. Sie nutzten sie zuerst für den Gold- und Elfenbeinhandel, später für den Sklavenhandel. 1695 wurde die Insel nach einer Schlacht mit britischen Seeleuten von den Franzosen erobert. Sie wurde 1697 zurückerobert, 1702 jedoch erneut von den Franzosen eingenommen. Mit dem Pariser Frieden von 1763 übernahm Großbritannien die Herrschaft über Gambia und damit auch wieder über James Island. Am 18. Februar 1965 wurde Gambia als konstitutionelle Monarchie in das Commonwealth of Nations aufgenommen und am 24. April 1970 in eine Republik innerhalb des Commonwealth umgewandelt.
James Island wurde am 6. Februar 2011 in „Kunta Kinteh Island“ umbenannt.
Ende Juli 2022 wurde der Anlegesteg der Insel bei einem Regensturm erheblich beschädigt, das National Centre for Arts and Culture ist bemüht den Steg neu zu errichten.

## Weltkulturerbe
Da die Insel als historischer Ort den westafrikanischen Sklavenhandel dokumentiert, zählt sie seit 2003 zum UNESCO-Weltkulturerbe. Mit Kunta Kinteh Island und zugehörige Stätten wurden sieben Objekte zusammengefasst. Die Festung Fort James, die auf James Island lag, ist heute nur noch teilweise vorhanden. Teile wurden von den Gezeiten weggeschwemmt, zu sehen sind Mauerreste auf dem Kern der Insel.

## Belletristik
- Kunta Kinte, eine Hauptfigur in Alex Haleys Roman Wurzeln (im amerikanischen Original Roots, erschienen 1976), wurde dem Buch zufolge über James Island nach Maryland in die Sklaverei verschifft.